# AMITEC
Die AMITEC ist eine von der Leipziger Messe jährlich veranstaltete Automobil-Fachmesse für Werkstatt, Teile und Service. Ideeller Träger der AMI und AMITEC ist der Verband der Internationalen Kraftfahrzeughersteller (VDIK). Die Angebotsbereiche der Messe reichen von Fahrzeugteilen und Werkstattausrüstungen über Abschlepp- und Bergungstechnik, Fahrzeugpflege und -versorgung, Tankstellenausrüstungen, Dienstleistungen für das Kraftfahrzeug-Gewerbe, Betriebsbau und Lagereinrichtungen bis hin zu Umweltschutz, Recycling und Entsorgung.
Parallel zur AMITEC findet die Auto Mobil International (AMI) statt, der Mitteleuropäische Automobilsalon.